# Prémio Edward Novitski
O Prémio Edward Novitski é um prémio atribuído pela Genetics Society of America (GSA) aos investigadores que se distinguem pela sua criatividade na resolução de problemas na investigação genética.
Este prémio foi instituído pela família do geneticista Edward Novitski (1918-2006) em 2007

## Premiados[1]
- 2008 Thomas J. Silhavy
- 2009 Rodney J. Rothstein e Kent Golic
- 2010 Thomas Cline
- 2011 Abby F. Dernberg
- 2012 Dana Carroll
- 2013 Jonathan K. Pritchard